# Tiheda
Tiheda – wieś w Estonii, w prowincji Jõgeva, w gminie Kasepää.